# Манто
Манто в древногръцката митология е прорицателка на град Тива. Дъщеря е на слепия прорицател Тирезий.
Манто призовала тиванките да пренесат жертва на Лето, майката на Аполон и Артемида, за да се смили разгневената от високомерието на Ниоба, богиня. След превземането на Тива от епигоните, тя става жрица на Аполон. От оракула в Делфийското светилище получава указания да се премести да живее в Мала Азия и да основе там град Кларос. Тя се омъжва за царя на Кария Ракий. Техен син е прорицателя Мопс, който си съперничал с Калхант. Според Аполодор Мопс е неин син, но от Аполон.
- В древногръцката митология има още една Манто, която е дъщеря на Херкулес. Град Мантуа в Италия бил кръстен на нея.[1] Тя имала син на име Окн (Окнос).